# Areszt Śledczy w Warszawie-Białołęce
Areszt Śledczy w Warszawie-Białołęce – areszt śledczy znajdujący się w Warszawie, w dzielnicy Białołęka. Przeznaczony dla około 1770 osadzonych.

## Historia

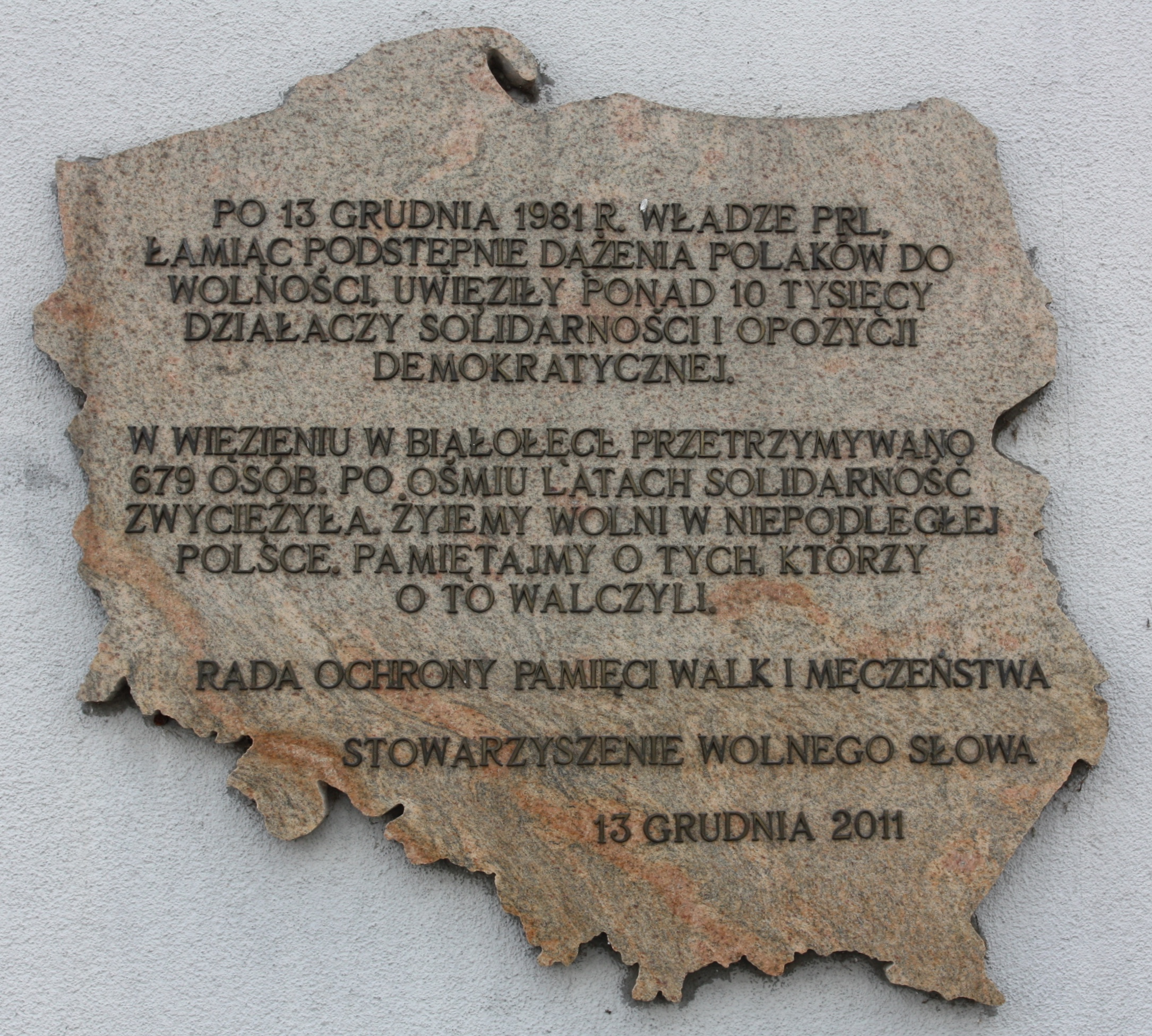
Tablica upamiętniająca internowanych na murze Aresztu Śledczego

Jego projekt został wykonany w 1951 roku. Zgodnie z decyzją ówczesnych władz nowe Centralne Więzienie (dzisiejszy Areszt Śledczy) zostało wybudowane przez więźniów. Obiekt został oddany do użytku w 1962.
Pierwszym naczelnikiem więzienia był Ludwik Rokicki. Pełnił tę funkcję od 2 listopada 1960 do 6 lipca 1968. 28 kwietnia 1964 zmieniono nazwę na Więzienie Karno-Śledcze Warszawa Białołęka.
Po wprowadzeniu stanu wojennego w Polsce areszt śledczy wraz z zakładem karnym zostały największym ośrodkiem internowanych przywódców i działaczy „Solidarności”. Wśród internowanych znaleźli się m.in. Bronisław Komorowski, Adam Michnik i Jacek Kuroń.
Areszt Śledczy składa się z czterech pawilonów Oddziałów Penitencjarnych oraz Oddziału Szkoły.

## W kulturze masowej
Na terenie aresztu kręcono polski film Symetria (2004) oraz niektóre sceny serialu Oficer oraz jego kontynuacji.